# Lovelace (film)
Lovelace je americký životopisný film z roku 2013 o pornoherečce Lindě Lovelace, režisérů Roba Epsteina a Jeffreyho Friedmana. Věnuje se období mezi dvanáctým a třicátým druhým rokem jejího života. Hlavní roli ztvárnila Amanda Seyfriedová, dále ve filmu hrají například Peter Sarsgaard, Sharon Stone, Adam Brody a Juno Temple. Celosvětovou premiéru měl 22. ledna 2013 na filmovém festivalu v Sundance a 9. února se objevil na filmovém festivalu Berlinale.

## Obsazení
| Amanda Seyfriedová   | Linda Lovelace                             |
| Peter Sarsgaard      | Chuck Traynor                              |
| Sharon Stone         | Dorothy Boremanová, Lindina matka          |
| Robert Patrick       | John Boreman, Lindin otec                  |
| Juno Temple          | Lindina nejlepší kamarádka                 |
| Adam Brody           | Harry Reems, herec z filmu Hluboké hrdlo   |
| Wes Bentley          | Larry Marchiano, budoucí manžel            |
| Eric Roberts         | Nat Laurendi                               |
| James Franco         | Hugh Hefner                                |
| Sarah Jessica Parker | Gloria Steinemová                          |
| Chris Noth           | Anthony Romano                             |
| Bobby Cannavale      | Butchie Peraino                            |
| Hank Azaria          | Gerard Damiano, režisér Hlubokého hrdla    |
| Debi Mazar           | Dolly Sharp, herečka z filmu Hluboké hrdlo |
| Cory Hardrict        | Frankie Crocker                            |
| Chloë Sevigny        | Rebecca                                    |